# Parc national de Mezyn
Le parc national de Mezyn (en ukrainien : Мезинський національний природний парк) est un parc national situé dans l’oblast de Tchernihiv, au nord-est de l’Ukraine.

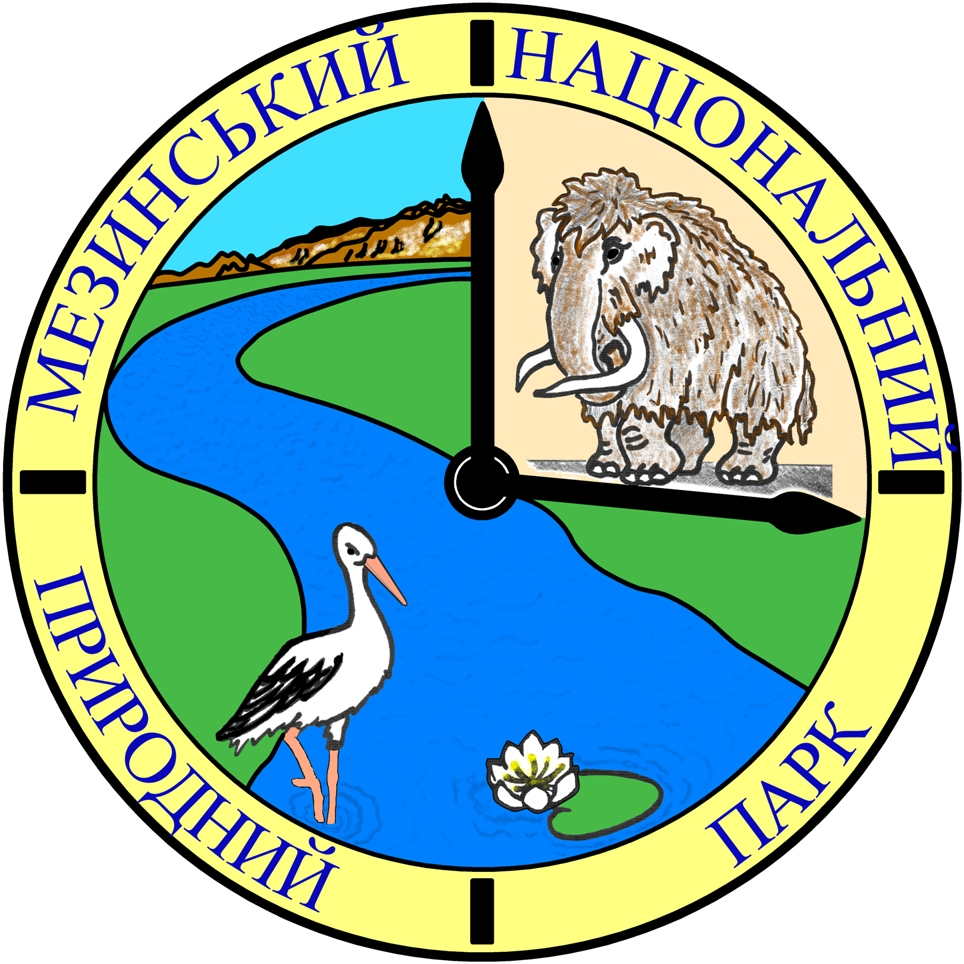
Logo du parc.

Le parc a été créé par le décret présidentiel du 10 février 2006 pour protéger la faune et la flore du bassin de la Desna.

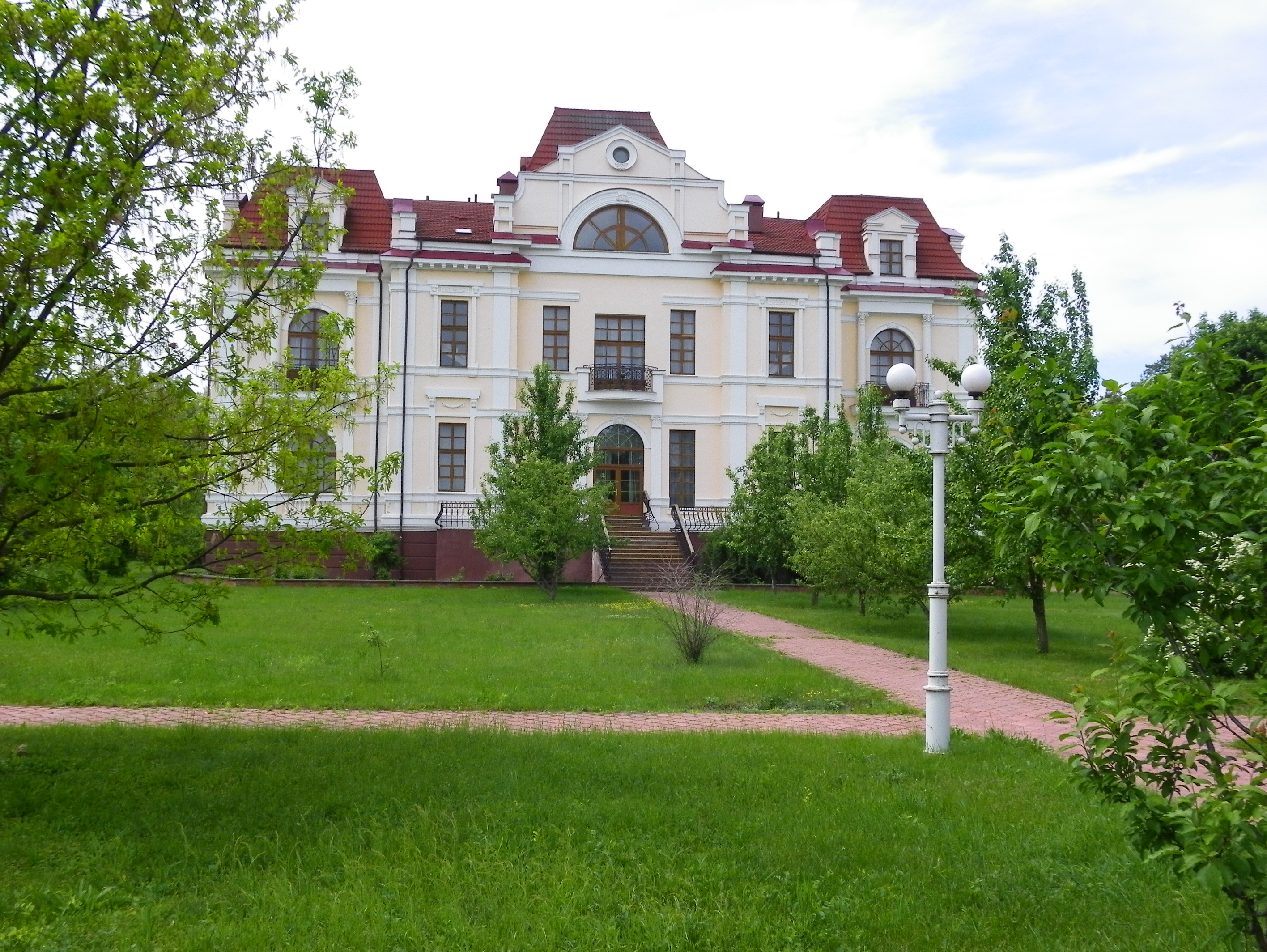
Au village de Sverdovska, réserve naturelle[2],
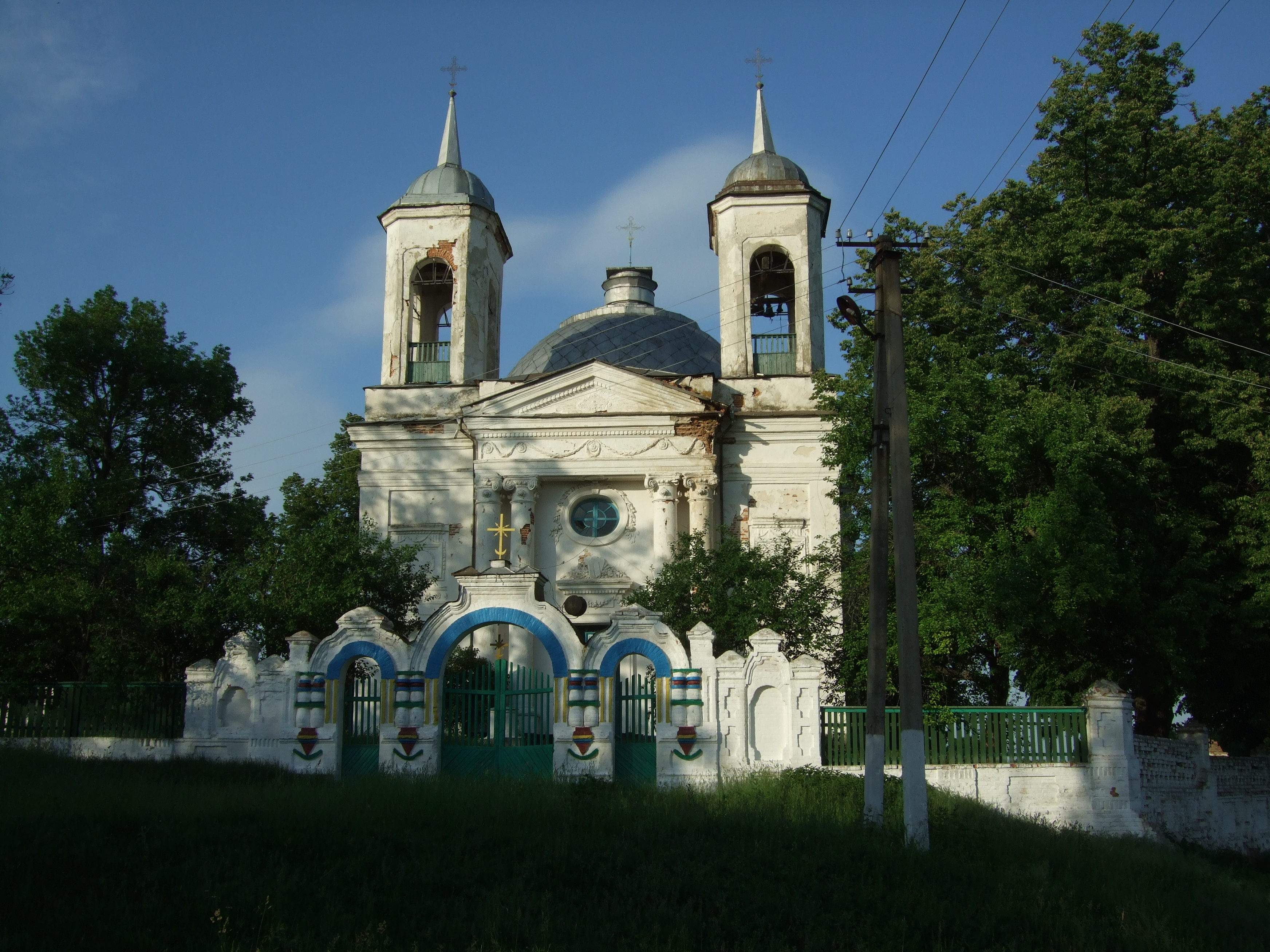
église du raïon de Korp, classée[3],
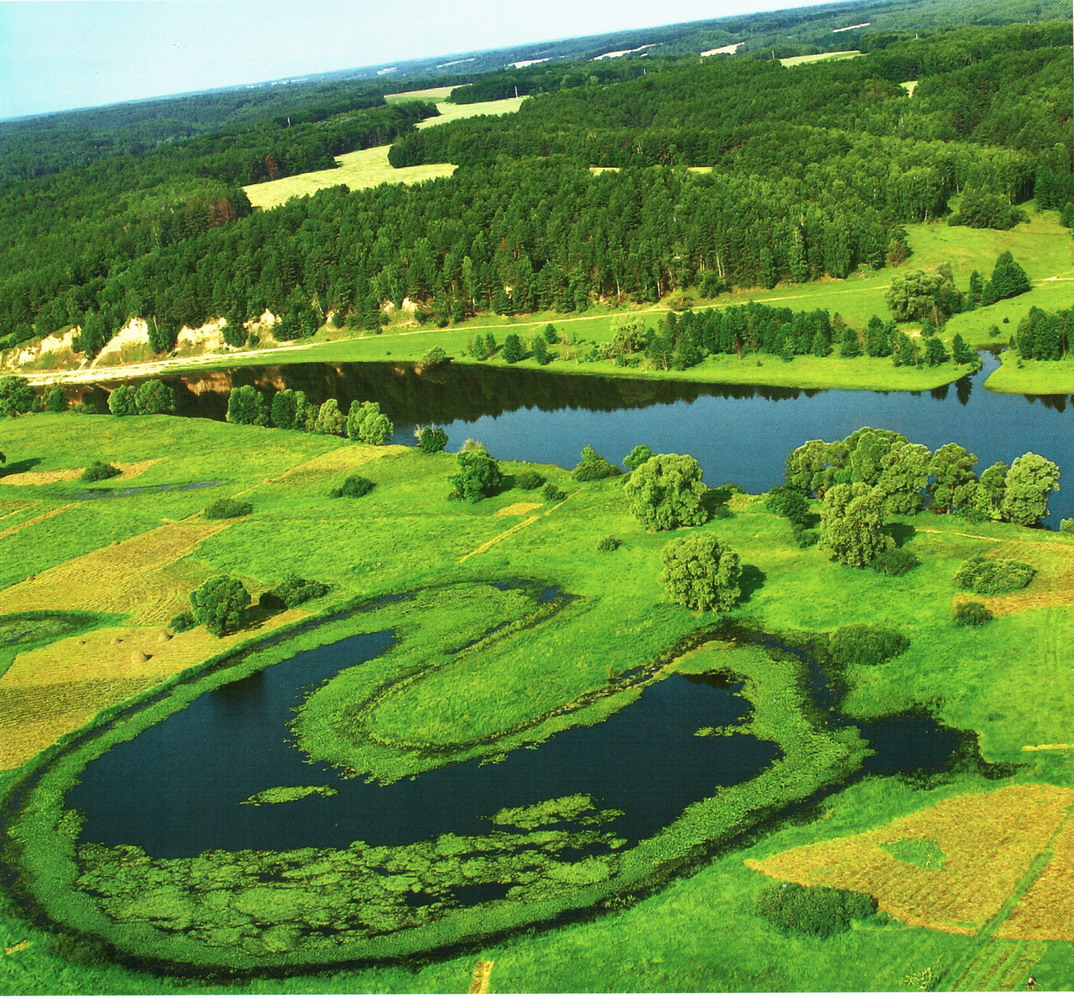
le lac Pidkova, réserve naturelle[4],
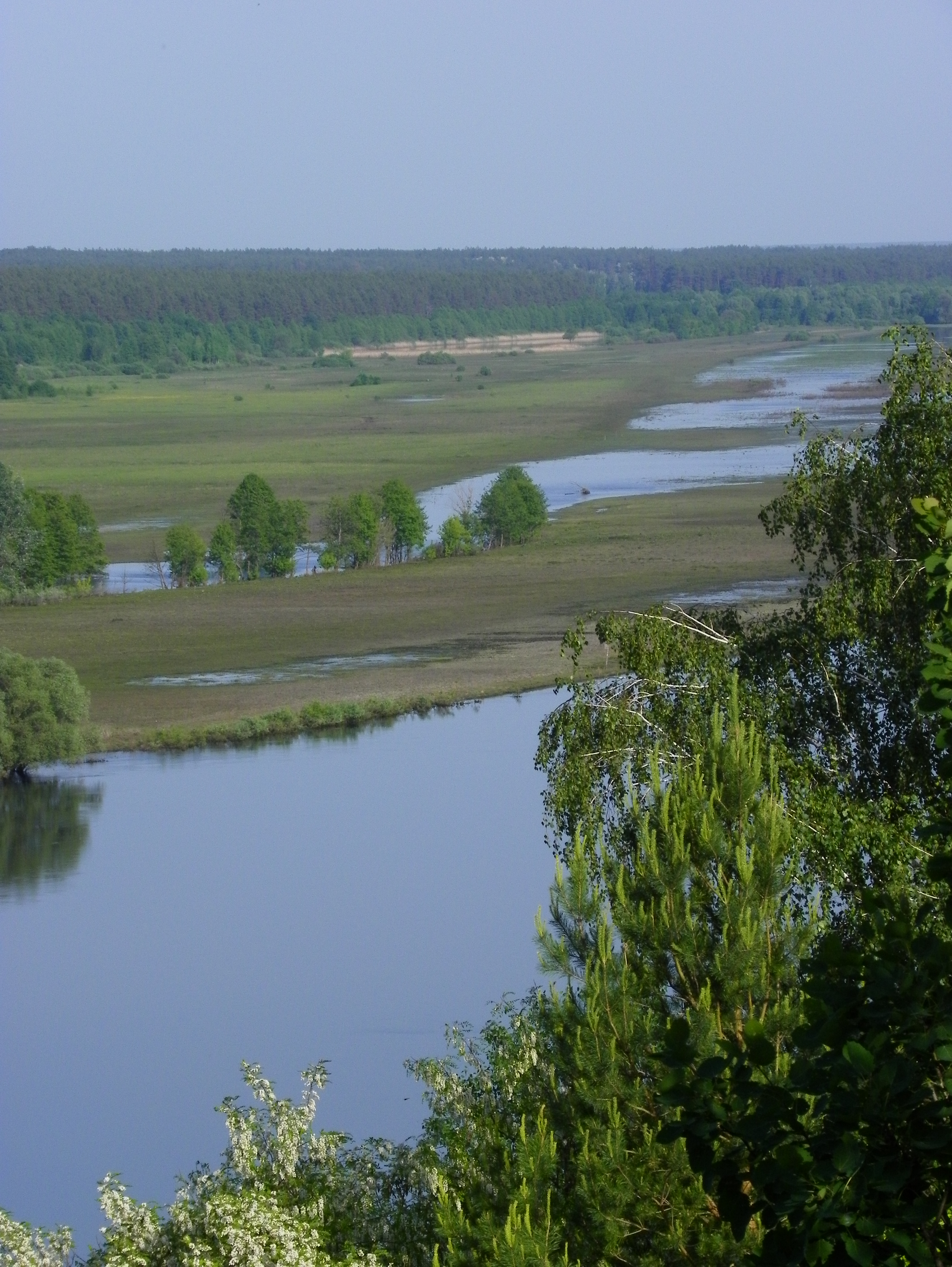
réserve Zverdovski,
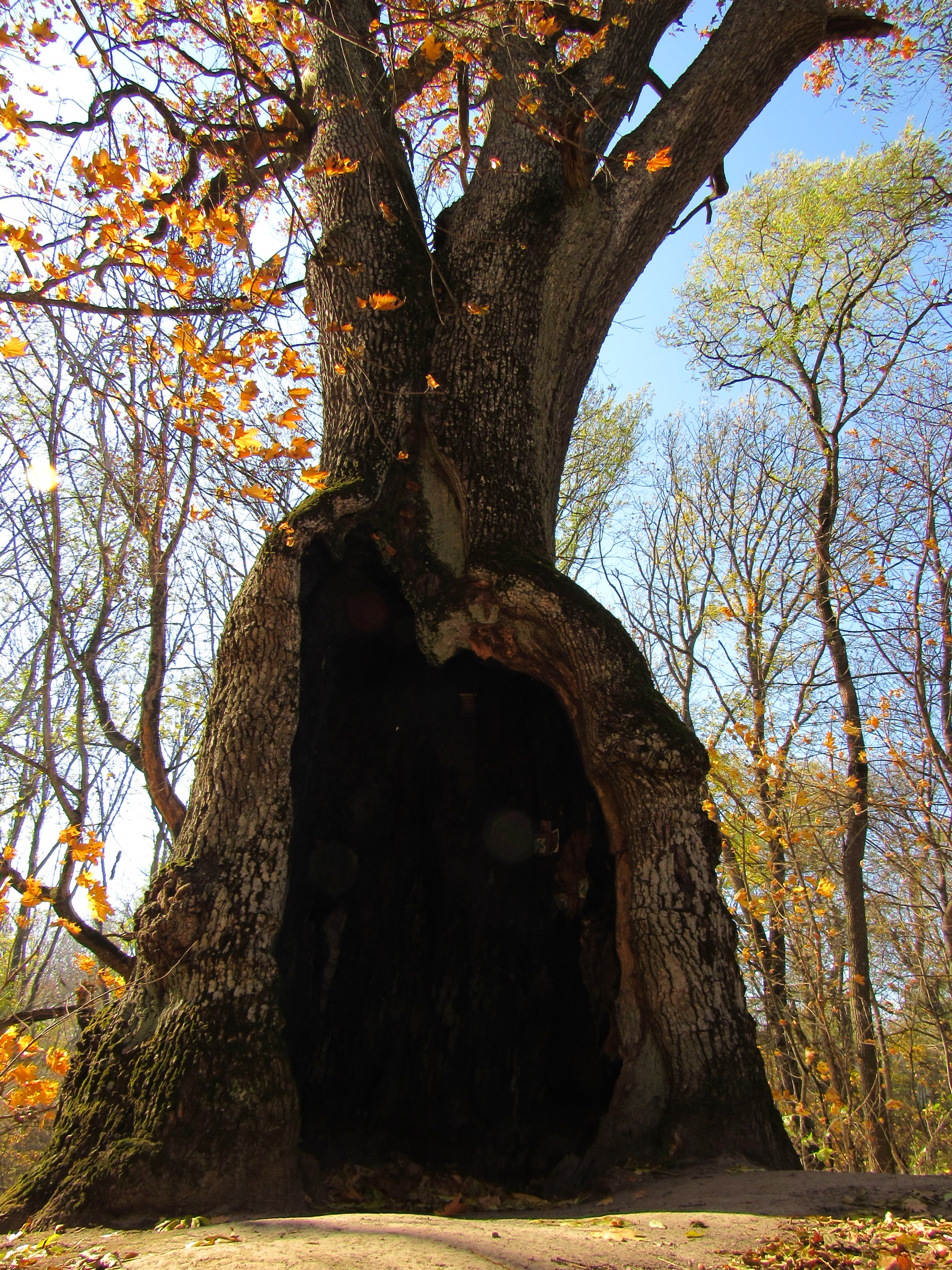
Datcha Rykhliv de la forêt Ponornidski, réserve naturelle[5],
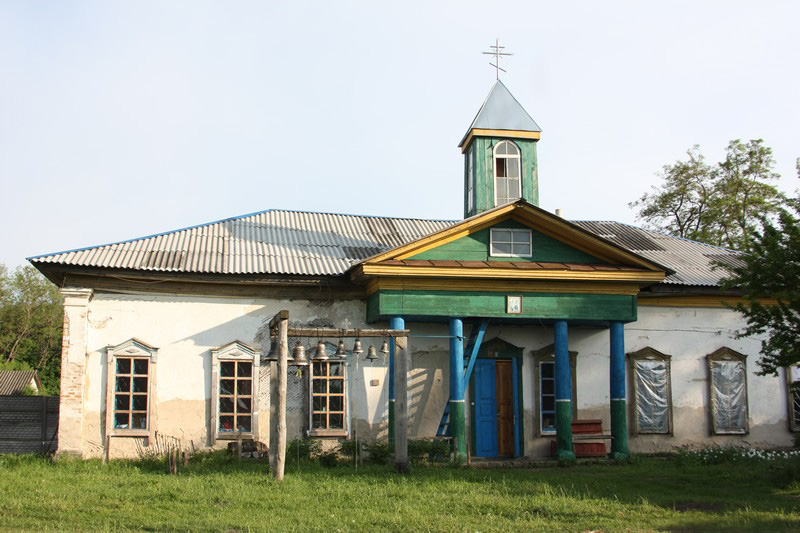
monastère de Rykhliv,
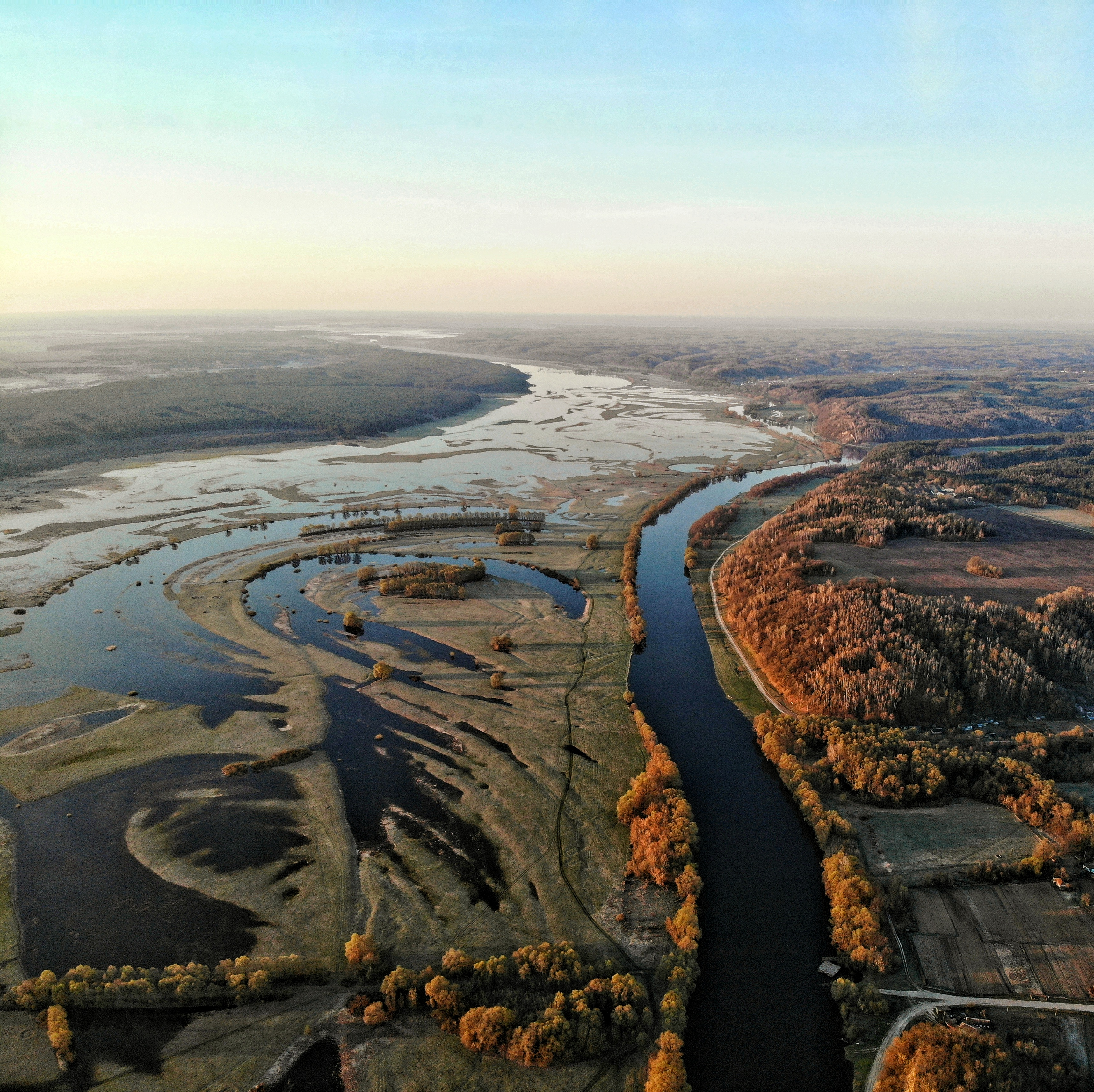
le méandre de la Desna au village de Mezin.

## Voir Aussi
- Liste des parcs nationaux de l'Ukraine .